# Wuxia (jeu de rôle)
Pour les articles homonymes, voir Wuxia (homonymie).
Wuxia est un jeu de rôle publié en 2006 par la maison d'édition montréalaise Studio Mammouth, et créé par Maurice Lefebvre, Christophe Schreiber et Roland Breuil (de son vrai nom Romain d'Huissier).

## Univers
Wuxia est un jeu d'action et d'aventure qui a pour thème les décors du cinéma d'art martial asiatique (wu xia pian et kung fu pian). Les joueurs incarnent des personnages pouvant évoluer dans quatre univers inspirés de la Chine mythique :
- le monde légendaire de Kunlun, permet de jouer des Héros qui protègent l'humanité contre un maléfique Seigneur des Enfers ;
- Jiang Hu, où les joueurs incarnent des chevaliers errants ;
- La légende de Shaolin permet d'incarner des moines Shaolin qui combattent l’envahisseur mandchou ;
- La Guerre de l'opium emmène les aventuriers à Canton au XIXe siècle, afin de vivre les intrigues de cette période troublée.

## Système de jeu
Le système de jeu employé est le système Persona, créé par Maurice Lefebvre, et commun à d'autres publications du Studio Mammouth comme Réalités et Hex (mais pas le jeu R.O.B.O:T). C'est un système à compétences, qui utilise un système de « réserve de dés ».

### Définition d'un personnage
Un personnage est défini par cinq domaines, appelés Caractéristiques :
1. Attributs : ce sont ce que l'on appelle habituellement les caractéristiques dans les jeux de rôle ; leur valeur varie entre 1 et 10 ; il y en a cinq :
  - Métal : force, endurance, constitution ;
  - Feu : souplesse, rapidité ;
  - Terre : raisonnement, réflexes, observation ;
  - Eau : force de caractère, résistance aux blessures, à la douleur, à la peur ;
  - Bois : prestance, charisme.
2. Compétences : ce sont les domaines d'expertise du héros, représentés par une valeur allant de 1 à 10 ; elles sont réparties en trois types :
  - Métiers : savoirs-faire pratiques, par exemple Acteur, Artisan, Chasseur, Criminel, Écrivain, Espion, Intendant, Magistrat, …
  - Professions : ensemble de connaissances théoriques, pendant intellectuel du métier, par exemple Alchimiste, Artiste martial, Lettré, Moine, Haut fonctionnaire, …
  - Hobby et Spécialisations : ce sont des domaines restreints, par exemple tir à l'arc (spécialisation du métier Chasseur), Analyse de scène (spécialisation du métier Magistrat), Herboristerie (spécialisation de la profession Médecin).
3. Pouvoirs : les pouvoirs sont des capacités extraordinaires, elles définissent un type de héros ; en termes de jeu, elles ont un niveau à l'instar des Compétences ; il y a cinq types de héros :
  - Guerrier, dont les pouvoirs sont par exemple Kiai (mobilisation de l'énergie pour acquérir un avantage en combat), Focus:Finesse ou Défense (utilisation optimale d'une arme respectivement rapide ou protectrice) ;
  - Moine, avec des pouvoirs mystiques comme Armure de soie (transforme un tissu en protection rigide), Aura resplendissante (repousse les esprits), Focus:Défense, Troisième Œil (voir l'invisible), …
  - Chevalier, avec des pouvoirs comme Armure de soie, Danse des 1000 coups (dévier les attaques), Paume des 108 bouddhas (projeter un adversaire) ;
  - Assassin, avec des pouvoirs comme Chant des 1000 lames (lancer d'un grand nombre de couteaux), Course du vent (déplacement rapide), Technique de l'eau (apnée) ;
  - Sorcier, avec des pouvoirs comme Armes secrètes (armes cachées dans un « espace spirituel »), Cage mystique (piéger un esprit), Invocation de démons ;
  - Pouvoirs généraux : Bond du tigre (bonds prodigieux), Course du dragon (marcher sur les murs), Sixième sens.
4. Traits et Drames : le signe du zodiaque du personnage (rat, buffle, tigre, dragon, cheval, …) lui donne accès à des Traits qui sont des avantages (fortune, connaissance de l'administration, endurance, mémoire, …) ; les Drames sont des défauts, qui fournissent des opportunités d'interprétation du rôle qui peuvent être récompensées, à la discrétion du meneur de jeu, par des dés de destin.
5. Expérience : les points d'Expérience permettent d'améliorer des capacités.

Le personnage dispose également de Caractéristiques secondaires :
- les Seuils de blessure : lorsqu'il est blessé, le personnage accumule des Niveaux de blessure (NB) ; lorsque ce niveau atteint certains seuils, dépendant des Attributs, le héros souffre de malus à ses actions, jusqu'à mourir ; le Seuil de Mort vaut (2×Métal + Eau)×3 ;
- les Seuils de Panique : certaines situations font monter le Niveau de Panique (stress) ; lorsque ce niveau atteint certains seuils, dépendant de la valeur de l'Eau, le héros souffre de malus à ses actions, jusqu'à devoir fuir ;
- la Réserve de Chi : égale au total des Attributs divisé par 2, cette réserve permet d'activer des pouvoirs.

À la création du personnage, le joueur doit définir le concept du personnage : quel est son milieu social d'origine ? Quelle impression laisse-t-il aux gens ? Quelles sont ses motivations ? Quelles sont ses qualités, ses défauts, qu'aime-t-il, que déteste-t-il ? Les réponses n'ont pas de conséquences « techniques » mais sont plutôt un guide destiné à donner une épaisseur au personnage.
Puis, le joueur établit des priorités entre les cinq Caractéristiques. Par exemple, s'il choisit les Pouvoirs en priorité 5 (priorité maximale), son personnage est du type Sorcier et il dispose de 60 points pour acheter des niveaux de pouvoir (Pouvoirs généraux ou pouvoirs de Sorcier) ; à l'inverse, si les Pouvoirs sont en priorité 1 (la plus basse), le héros dispose de 20 points pour acheter des niveaux de Pouvoirs généraux ou pouvoirs de Guerrier. Si le joueur met la priorité 5 pour les Attributs, il dispose de 30 points à répartir et peut monter ses Attributs jusqu'à la valeur de 8, alors que s'il met la priorité 1, il ne dispose que de 18 points et ne peut dépasser la valeur de 5.
Ainsi, pour chaque Caractéristique, le joueur peut acheter des niveaux selon la priorité qu'il lui a attribué. Le jeu propose des archétypes (Alchimiste taoïste, Chevalier errant, Moine impétueux, …) qui permettent une création rapide du personnage.
On remarquera la distinction entre le Type, qui donne accès à certains pouvoirs, et les Métiers et Professions. Par exemple, un Rebelle mystérieux est du type Assassin, et possède les Métiers Chasseur, Criminel et Espion ainsi que la profession Artiste martial. Il n'y a en termes de jeu pas de différence entre un Métier et une Profession.

### Résolution des actions
Les actions sont résolues par des tests utilisant des dés à dix faces (d10), la face 0 valant dix. Lors d'un test, le joueur lance autant de d10 que l'Attribut mis en œuvre ; le meneur de jeu détermine un seuil de réussite (SR) duquel on déduit la Compétence concernée ;
- chaque d10 qui est égal ou supérieur à SR - Compétence est une réussite ; un 10 est toujours une réussite ;
- chaque d10 inférieur à SR - Compétence est un échec ; un 1 est toujours un échec ;
- si l'action correspond à une spécialisation de la Compétence, le joueur peut relancer un certain nombre de dés (de 1 à 3 selon le niveau de la Compétence) pour tenter de diminuer le nombre d'échecs ;
- il suffit d'un seul succès pour réussir l'action ; chaque succès supplémentaire améliore la qualité du succès ;
- mais si le jet génère plus de 1 que de réussite, l'action est un échec critique.

Le SR prend des valeurs de 8 (routinier) à 13 (extrême), avec une valeur standard de 10.
Il convient ici de distinguer le Hobby de la Spécialisation : si un personnage possède Tir à l'arc sans avoir le Métier Chasseur, alors le Tir à l'arc est un Hobby, une compétence développée comme passe-temps. Le Tir à l'arc a un niveau, qui est utilisé comme Compétence, c'est-à-dire pour réduire le SR. Si à l'inverse le personnage possède Tir à l'arc et le Métier Chasseur, alors Tir à l'arc est une spécialisation (elle n'a pas de niveau) ; c'est le niveau de Chasseur qui est déduit du SR, et le fait de posséder Tir à l'arc permet de relancer des dés d'échec.
Si plusieurs personnes sont en compétition, chaque joueur effectue un test, et c'est celui qui a le plus de succès qui l'emporte.
Les personnages ont des Dés de Destinée qui sont donnés par le meneur de jeu en récompense pour une interprétation brillante, par exemple lorsqu'un personnage est confronté à un de ses Drames ou lorsqu'il prend un risque pour faire une action d'éclat. Les Dés de Destinée peuvent être utilisés pour modifier le résultat d'un test.
Lors d'un combat, les personnages agissent par ordre d'Initiative décroissante à chaque round (durée de 6 secondes). La valeur de base d'Initiative est la valeur de Métal. En début de round, chaque personnage fait un test d'Initiative (Attribut Métal, Compétence de combat mise en œuvre, SR de 10) ; chaque succès généré permet soit d'augmenter la valeur d'Initiative (et donc d'agir avant les autres), soit d'avoir une action supplémentaire dans le round, ou bien peut être mis en réserve en tant que Dé de Défense.
Une action de combat est résolue par un test d'opposition : Attribut Feu pour l'attaquant, Terre pour le défenseur, avec un SR de 10 duquel on déduit la compétence martiale. Le défenseur peut dépenser des Dés de défense pour annuler une réussite de l'attaquant. Si l'attaquant remporte le test, il peut investir les succès supplémentaires :
- pour augmenter sa réserve de dés de Défense ;
- pour aider le groupe en augmentant la Réserve de groupe, une réserve de dés utilisable par n'importe quel autre personnage du groupe, et qui peut être utilisé pour l'attaque comme pour la défense ;
- pour activer une Manœuvre : Attaque précise (viser un point particulier), Estourbir (réduire la valeur de Terre du défenseur pour le prochain round), Critique (dommage supplémentaire ou bien faire chuter), Intimidation (augmenter le Niveau de Panique), …
- pour activer un effet spécial d'une arme : certaines armes ont une « âme », une propriété particulière (permet des frappes rapides, provoque des saignements, …) qui intervient si l'on y investit des succès.

On applique alors le Niveau de dommage (ND) de l'arme, duquel on déduit la valeur de l'Armure (AR) ; le ND augmente le Niveau de blessure du défenseur.

### Probabilités des dés
En première approche, un test équivaut, d'un point de vue des probabilités, à une loi binomiale ; l'Attribut est le nombre d'épreuves de Bernoulli n, et le SR donne la probabilité de succès p.
Ce n'est cependant pas tout à fait vrai en raison du rôle particulier du nombre « 1 ». Pour chaque dé, il ne faut donc pas considérer deux résultats possibles mais trois : « 1 », « échec autre que 1 » (1 < d10 < min(SR, 10)), « réussite » (d10 > SR ou d10 = 10).
Les tableaux suivants donnent la probabilité d'avoir au moins une réussite, ainsi que la probabilité d'avoir un échec critique, pour quelques cas, sans prendre en compte les Spécialisations ni les Dés de Destiné (pas de relance de dés).
| Difficulté | SR - cpt | Attribut | Attribut | Attribut | Attribut | Attribut |
| Difficulté | SR - cpt | 1        | 3        | 5        | 7        | 10       |
| ---------- | -------- | -------- | -------- | -------- | -------- | -------- |
|            | 1        | 90 %     | 97 %     | 99 %     | 99,7 %   | 100 %    |
|            | 5        | 60 %     | 92 %     | 97 %     | 98 %     | 99 %     |
| Routinier  | 8        | 30 %     | 65 %     | 80 %     | 86 %     | 90 %     |
| Standard   | 10       | 10 %     | 27 %     | 40 %     | 47 %     | 54 %     |
| Extrême    | 13       | 10 %     | 27 %     | 40 %     | 47 %     | 54 %     |

| Difficulté | SR - cpt | Attribut | Attribut | Attribut | Attribut | Attribut |
| Difficulté | SR - cpt | 1        | 3        | 5        | 7        | 10       |
| ---------- | -------- | -------- | -------- | -------- | -------- | -------- |
|            | 1        | 10 %     | 3 %      | 1 %      | 0,3 %    | 0 %      |
|            | 5        | 10 %     | 6 %      | 3 %      | 2 %      | 1 %      |
| Routinier  | 8        | 10 %     | 14 %     | 13 %     | 11 %     | 9 %      |
| Standard   | 10       | 10 %     | 22 %     | 28 %     | 32 %     | 35 %     |
| Extrême    | 13       | 10 %     | 22 %     | 28 %     | 32 %     | 35 %     |

Les tableaux se lisent de la manière suivante : si un personnage a un Attribut de 5, une Compétence de 2 et doit faire un test contre un SR de 10, on a alors SR - cpt = 8, le personnage a donc 80 % de chances de réussir le test (au moins un dé de réussite), et 13 % de faire un échec critique (plus de 1 que de réussites).
Lorsque le seuil SR - Compétence est supérieur ou égal à 10, seul un 10 à un dé permet d'avoir un succès, la probabilité ne change donc pas.
On remarque que pour des seuil de réussite relativement élevés, lorsque SR - Compétence vaut 7 ou plus, la probabilité d'échec critique augmente avec la valeur de l'Attribut pour ensuite décroître ; dans le cas d'un SR - Compétence de 10 ou plus, la probabilité d'échec critique croît tout le temps avec la valeur de la Caractéristique. Ceci n'est probablement pas le but recherché par le concepteur du système.